# Helfrantzkirch
Helfrantzkirch é uma comuna francesa na região administrativa de Grande Leste, no departamento Alto Reno. Estende-se por uma área de 6,23 km². Em 2010 a comuna tinha 721 habitantes (densidade: 115,7 hab./km²).